# Jihomoravský župní přebor 1991/1992
V soubojích 32. ročníku Jihomoravského župního přeboru 1991/92 (jedna ze skupin 5. fotbalové ligy) se utkalo 14 týmů každý s každým dvoukolovým systémem podzim–jaro. Tento ročník začal v srpnu 1991 a skončil v červnu 1992.
Po sezoně 1990/91 proběhla reorganizace nižších soutěží, mj. byly zrušeny kraje a vrátily se župy.

## Nové týmy v sezoně 1991/92
- Z Divize D 1990/91 nesestoupilo do Jihomoravského župního přeboru žádné mužstvo.
- Z Jihomoravského krajského přeboru 1990/91 přešla mužstva SKP Znojmo-Práče „B“, FC Kuřim a SK Jihlava.
- Ze skupin I. A třídy Jihomoravského kraje 1990/91 postoupilo 11 mužstev: TJ Slovan Retex Ivančice, TJ Sokol Bystrc-Kníničky,[1] FC Sparta Brno, SK Šlapanice, TJ Transelba Medlánky, TJ Moravská Slavia Brno, TJ Slavoj Velké Pavlovice, FC Náměšť nad Oslavou, TJ Framoz Rousínov, SK Bystřice nad Pernštejnem a TJ BOPO Třebíč.

## Konečná tabulka
| Poř. | Tým                             | Z  | V  | R | P  | VG | OG | B  |
| ---- | ------------------------------- | -- | -- | - | -- | -- | -- | -- |
| 1.   | TJ Slovan Retex Ivančice (N)    | 26 | 15 | 6 | 5  | 56 | 30 | 36 |
| 2.   | TJ Sokol Bystrc-Kníničky (N)    | 26 | 13 | 4 | 9  | 42 | 34 | 30 |
| 3.   | FC Sparta Brno (N)              | 26 | 13 | 4 | 9  | 37 | 39 | 30 |
| 4.   | TJ Sokol Šlapanice (N)          | 26 | 11 | 7 | 8  | 40 | 30 | 29 |
| 5.   | TJ Transelba Medlánky (N)       | 26 | 11 | 7 | 8  | 49 | 40 | 29 |
| 6.   | FC Kuřim                        | 26 | 13 | 3 | 10 | 36 | 32 | 29 |
| 7.   | TJ Moravská Slavia Brno (N)     | 26 | 11 | 6 | 9  | 31 | 34 | 28 |
| 8.   | SKP Znojmo-Práče „B“            | 26 | 10 | 7 | 9  | 46 | 40 | 27 |
| 9.   | TJ Slavoj Velké Pavlovice (N)   | 26 | 12 | 3 | 11 | 45 | 43 | 27 |
| 10.  | FC Náměšť nad Oslavou (N)       | 26 | 9  | 7 | 10 | 45 | 40 | 25 |
| 11.  | TJ Framoz Rousínov (N)          | 26 | 9  | 7 | 10 | 44 | 41 | 25 |
| 12.  | SK Bystřice nad Pernštejnem (N) | 26 | 7  | 7 | 12 | 28 | 39 | 21 |
| 13.  | SK Jihlava                      | 26 | 8  | 4 | 14 | 25 | 43 | 20 |
| 14.  | TJ BOPO Třebíč (N)              | 26 | 2  | 4 | 20 | 21 | 60 | 8  |

Poznámky:
- Z = Odehrané zápasy; V = Vítězství; R = Remízy; P = Prohry; VG = Vstřelené góly; OG = Obdržené góly; B = Body; (S) = Mužstvo sestoupivší z vyšší soutěže; (N) = Mužstvo postoupivší z nižší soutěže (nováček)

|  | Postup do Divize D 1992/93                                |
|  | Sestup do I. A třídy Jihomoravského kraje – sk. A 1992/93 |
|  | Sestup do I. A třídy Jihomoravského kraje – sk. B 1992/93 |